# 먼우금로
먼우금로(Meonugeum-ro)는 인천광역시 연수구 동춘동에서 연수동까지 이르는 인천광역시의 도로로, 총 연장은 3.139 km이다. 도로의 명칭이 유래된 것은 옛 명칭인 먼우금으로 도로명이 부여되었다.

## 역사
- 2009년 7월 9일 : 도로명으로 먼우금로를 고시

## 주요 경유지
- 연수구
  - 동춘2동 - 동춘1동 - 동춘3동 - 청학동 - 연수2동 - 연수1동

## 접촉하는 도로
- 능허대로
- 원인재로
- 앵고개로
- 청능대로
- 용담로
- 벚꽃로
- 새말로
- 함박뫼로
- 비류대로

## 사진

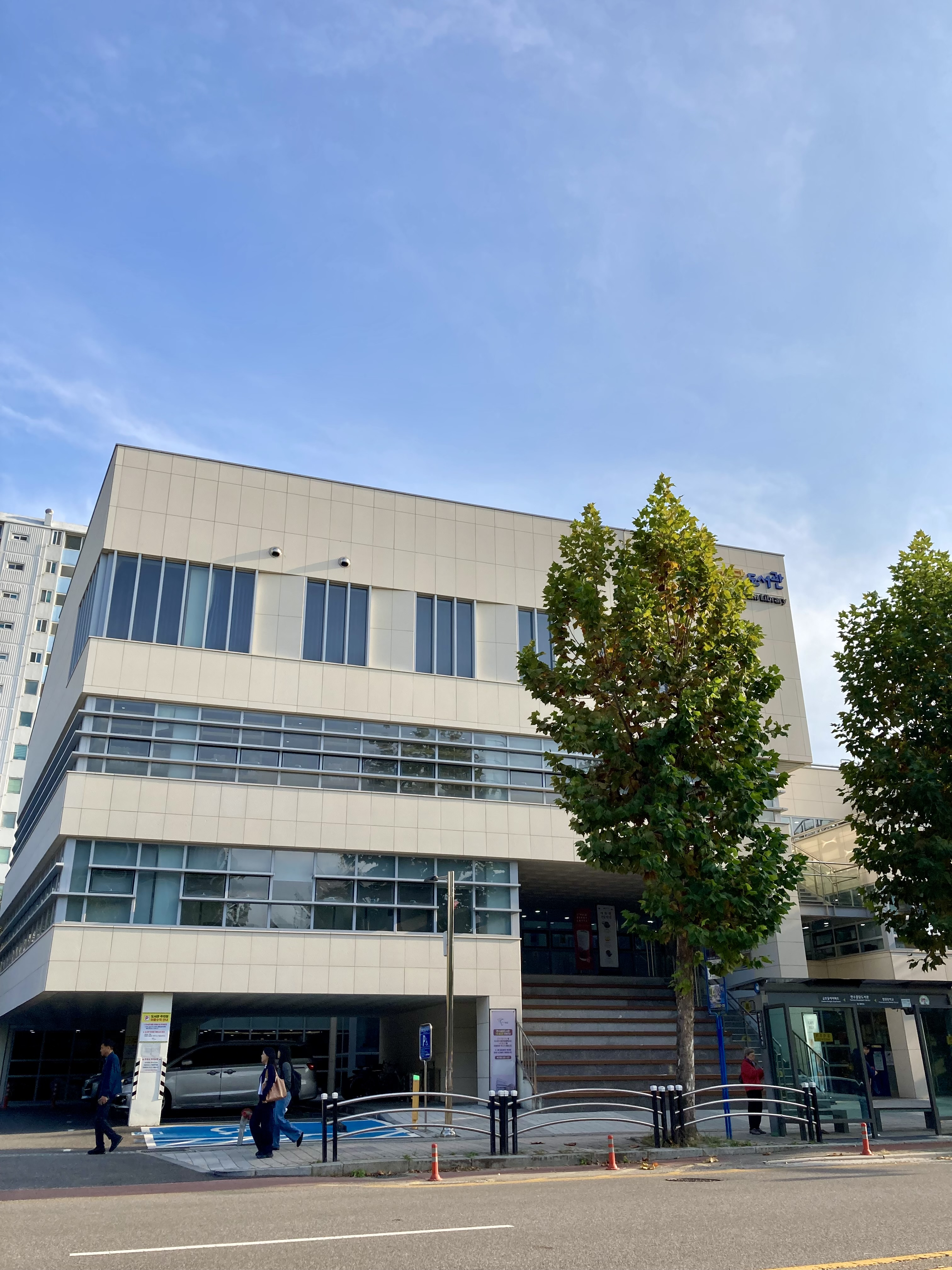
연수꿈담도서관
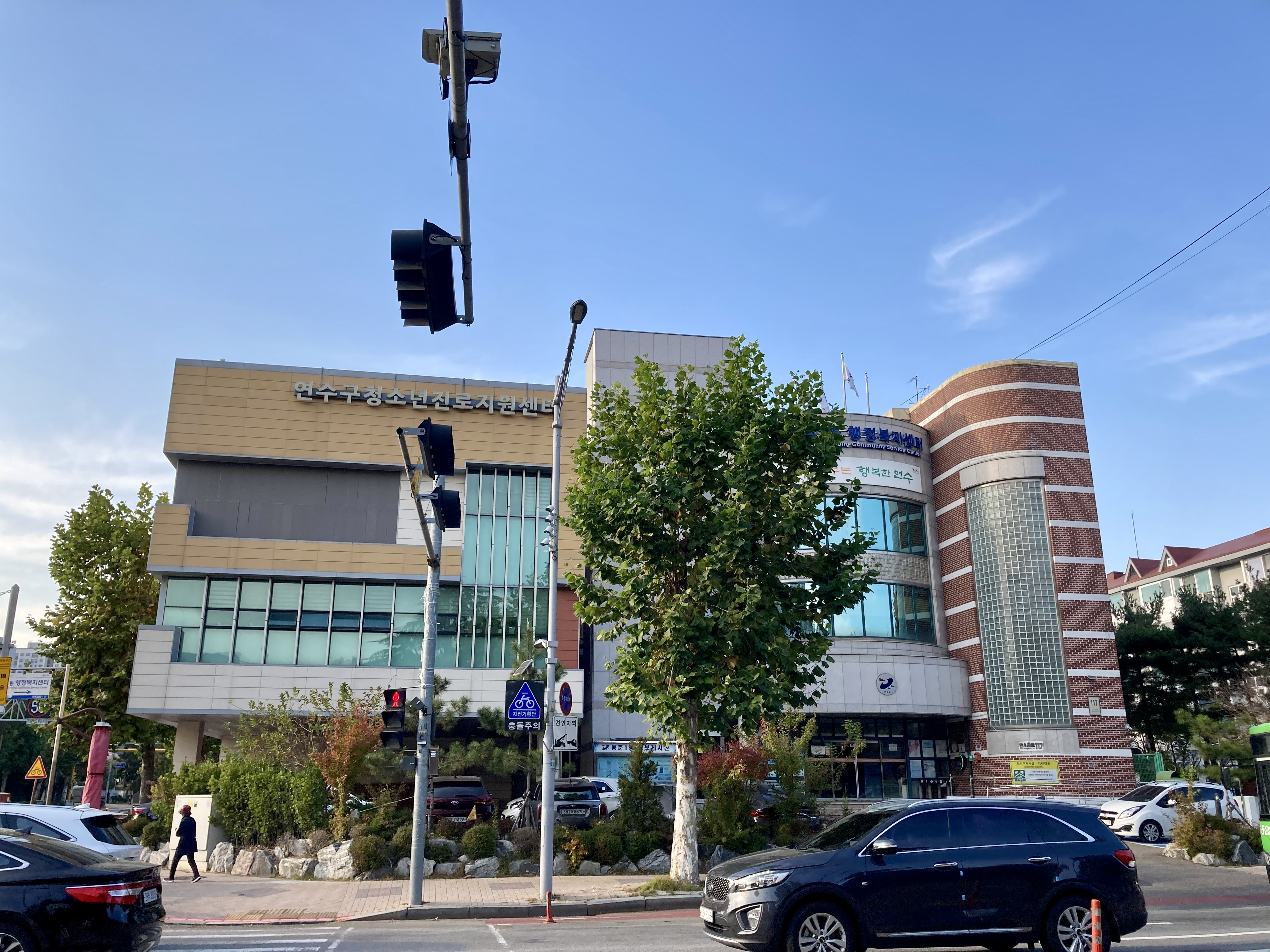
동춘1동행정복지센터
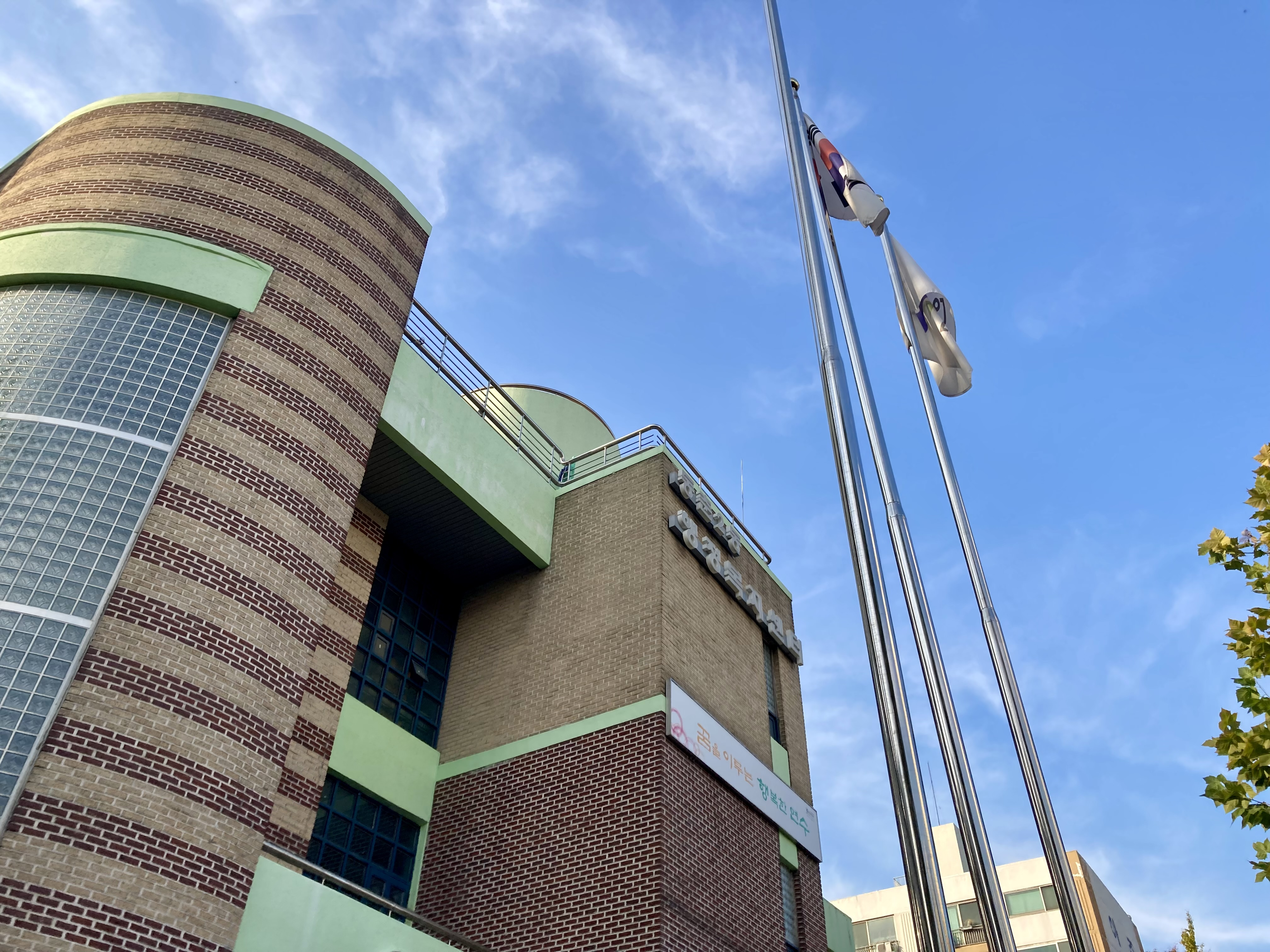
동춘2동행정복지센터
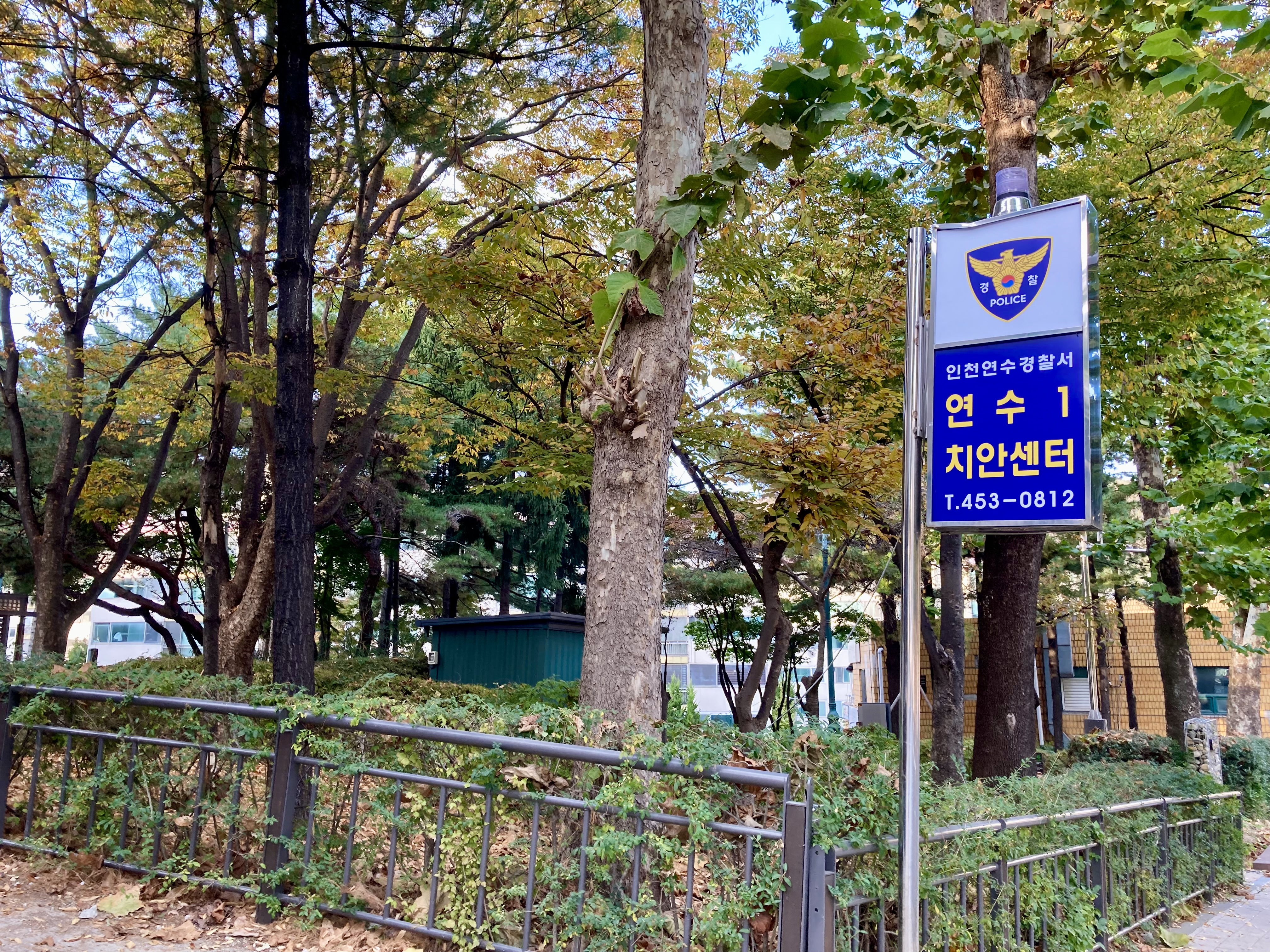
연수1치안센터
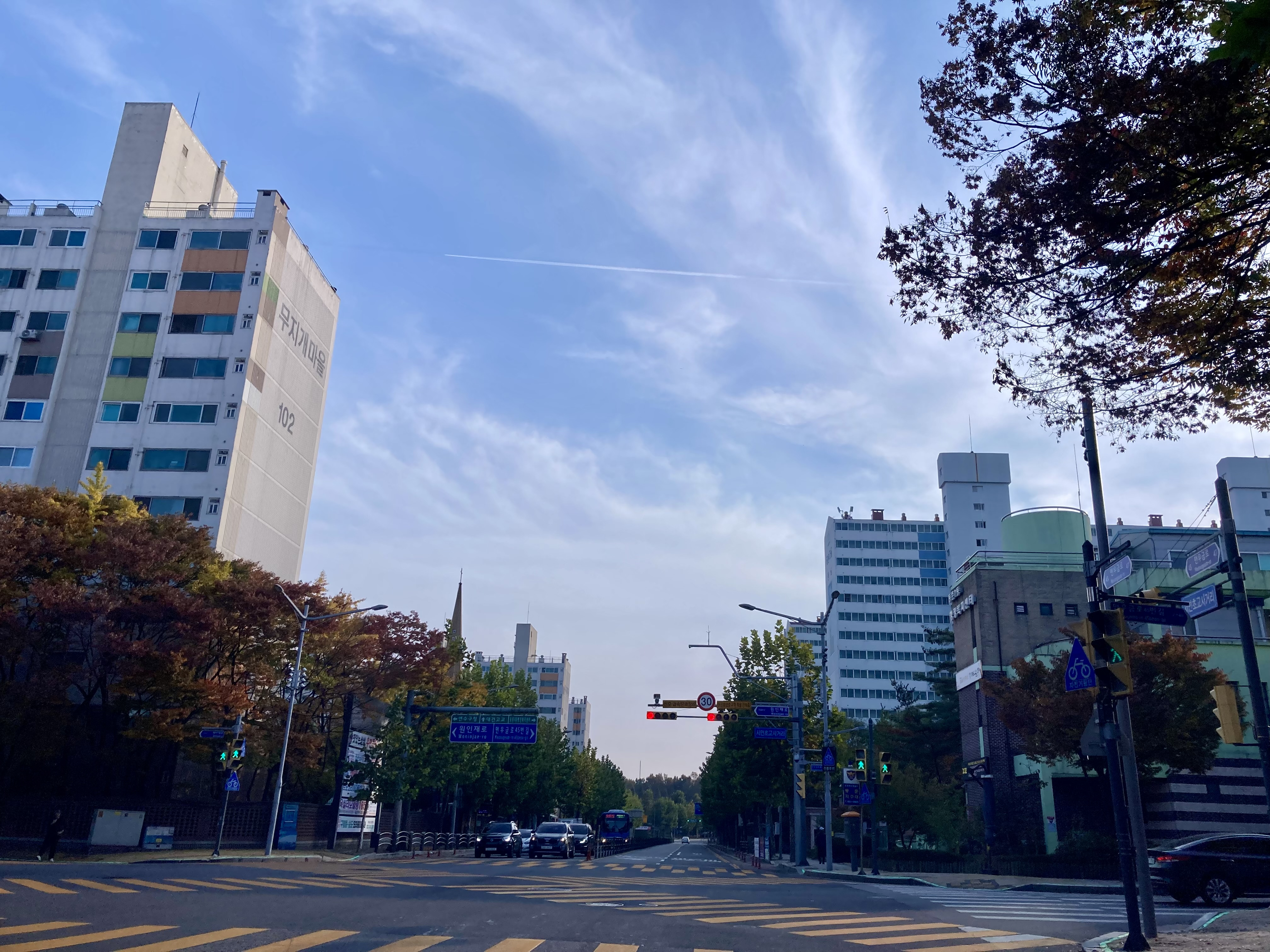
동춘2동행정복지센터앞 서면초교사거리 먼우금로

## 주요 건물 및 시설
- 동남아파트 (먼우금로 19/동춘동 943)
- 동남공원 (먼우금로 39/동춘동 943-1)
- 동춘2동주민센터 (먼우금로 41/동춘동 943-3)
- 인천서면초등학교 (먼우금로 54/동춘동 932-4)
- 대동아파트 (먼우금로 69/동춘동 941)
- 상산빌딩 (먼우금로 88/동춘동 937-11)
- 대광빌딩 (먼우금로 92/동춘동 937-9)
- 금송빌딩 (먼우금로 96/동춘동 937-6)
- 나사렛국제병원 (먼우금로 98/동춘동 937-3)
- 동춘공원 (먼우금로 107/동춘동 938-2)
- 동춘1동주민센터 (먼우금로 117/동춘동 921-2)
- 동춘마을아파트 (먼우금로 123/동춘동 921)
- 현대대림2차아파트 (먼우금로 126/동춘동 924)
- 청량중학교 (먼우금로 138/동춘동 924-1)
- 풍림연수3차아파트 (먼우금로 149/동춘동 922)
- 청량공원 (먼우금로 150/동춘동 923-4)
- 인천청량초등학교 (먼우금로 158/동춘동 923-3)
- 연수꿈담도서관 (먼우금로 164/동춘동 923-2)
- 소망글로벌 (먼우금로 189/청학동 503-3)
- 연수프라자 (먼우금로 190/연수동 597-4)
- 메카오피스텔 (먼우금로 194/연수동 597-3)
- 이리옴프라자 (먼우금로 197/청학동 503-1)
- GS칼텍스 연수씨티주유소 (먼우금로 200/연수동 597)
- 연수푸르지오4단지 (먼우금로 217/청학동 499)
- 연수푸르지오3단지 (먼우금로 218/연수동 596)
- 인천문남초등학교 (먼우금로 273/연수동 541-1)
- 태산아파트 (먼우금로 282/연수동 576)
- 연수1치안센터 (먼우금로 289/연수동 535-5)
- 태경아파트 (먼우금로 299/연수동 535-2)
- 연수유천아파트 (먼우금로 302/연수동 534)

## 철도 연계역
- ● 수도권 전철 수인·분당선 : 연수역 (해당 역사 관할 도로는 벚꽃로에 속함)